# Canton de Cysoing
Le canton de Cysoing est un ancien canton français, situé dans le département du Nord et la région Nord-Pas-de-Calais.
Il a été regroupé au sein du Canton de Templeuve-en-Pévèle.

## Composition

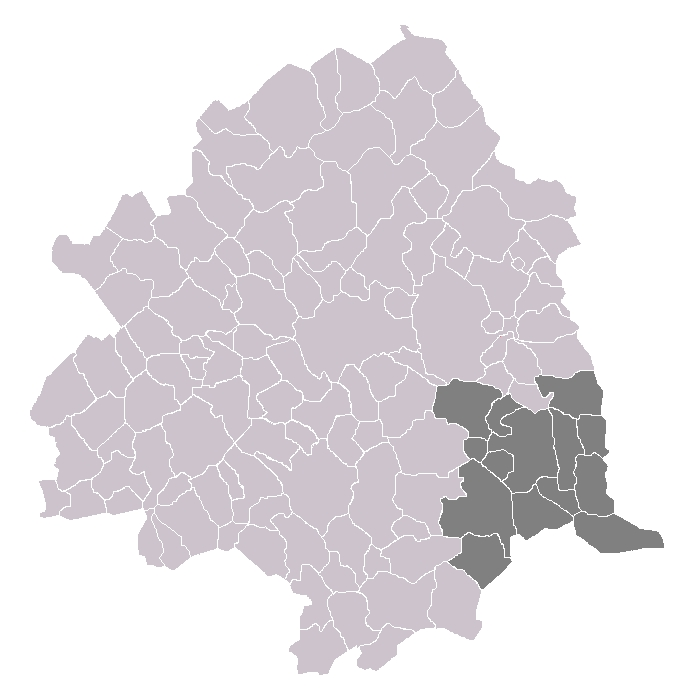
Canton de Cysoing

Le canton de Cysoing regroupait les communes suivantes :
| Nom                   | Code Insee | Codepostal | Superficie (km2) | Population (dernière pop. légale) | Densité (hab./km2) |
| --------------------- | ---------- | ---------- | ---------------- | --------------------------------- | ------------------ |
| Cysoing (chef-lieu)   | 59168      | 59830      | 13,62            | 4 757 (2012)                      | 349                |
| Bachy                 | 59042      | 59830      | 6,41             | 1 591 (2012)                      | 248                |
| Bourghelles           | 59096      | 59830      | 6,55             | 1 616 (2012)                      | 247                |
| Bouvines              | 59106      | 59830      | 2,71             | 703 (2012)                        | 259                |
| Camphin-en-Pévèle     | 59124      | 59780      | 6,45             | 2 152 (2012)                      | 334                |
| Cappelle-en-Pévèle    | 59129      | 59242      | 8,11             | 2 273 (2012)                      | 280                |
| Cobrieux              | 59150      | 59830      | 2,84             | 528 (2012)                        | 186                |
| Cysoing               | 59168      | 59830      | 13,62            | 4 757 (2012)                      | 349                |
| Genech                | 59258      | 59242      | 7,46             | 2 612 (2012)                      | 350                |
| Louvil                | 59364      | 59830      | 2,50             | 853 (2012)                        | 341                |
| Mouchin               | 59419      | 59310      | 9,19             | 1 393 (2012)                      | 152                |
| Péronne-en-Mélantois  | 59458      | 59273      | 1,14             | 884 (2012)                        | 775                |
| Sainghin-en-Mélantois | 59523      | 59262      | 10,48            | 2 524 (2012)                      | 241                |
| Templeuve-en-Pévèle   | 59586      | 59242      | 15,84            | 5 817 (2012)                      | 367                |
| Wannehain             | 59638      | 59830      | 3,71             | 1 155 (2012)                      | 311                |

## Représentation

### conseillers généraux de 1833 à 2015
- De 1833 à 1848, les cantons de Cysoing et de Pont-à-Marcq avaient le même conseiller général. Le nombre de conseillers généraux était limité à 30 par département[1].

| Période           | Identité                               | Parti                       | Qualité |
| ----------------- | -------------------------------------- | --------------------------- | --- |
| 1833-1842         | Alexandre Coget                        | Gauche                      | Député (1831-1834) Maire de Thumeries (1818-1844) |
| 1842-1848         | Brice Alexis Parrayon-Champon (1815-?) |                             | Fabricant de sucre indigène Propriétaire à Mérignies                                                                                                   |
| 1848-1878 (décès) | Jules Brame (1808-1878)                | Tiers parti Appel au peuple | Avocat, Propriétaire agricole à Lille Député (1857-1870) Sénateur (1876-1878) Ministre, Maître des Requêtes au Conseil d'État                          |
| 1878-1883         | Georges Brame                          | Appel au peuple             | Propriétaire à Hem, député (1876-1888) |
| 1883-1889         | Adolphe Bourgeois (1831-1901)          | Républicain                 | Banquier, propriétaire à Sainghin-en-Mélantois |
| 1889-1913         | Félix Dehau                            | Droite                      | Maire de Bouvines (1872-1934) (doyen des maires de France) Fondateur de l'Ecole pratique libre d'agriculture à Genech                                  |
| 1913-1919         | Charles Desprez                        | Rad.                        | Agriculteur Maire de Cappelle-en-Pévèle |
| 1919-1937         | Louis Demesmay                         | Rad.                        | Négociant Conseiller municipal de Templeuve Sénateur (1932-1940)                                                                                       |
| 1937-1940         | Maurice Guilleman (1901-1968)          | SFIO                        | Principal clerc d'avoué, conseiller d'arrondissement, Cappelle-en-Pévèle                                                                               |
|                   |                                        |                             | |
| 1943-1945         | Victor Desprez-Potié (1887-1954)       |                             | Brasseur à Templeuve, Président des Agriculteurs du Nord, ancien député (1932-1936) Maire de Cappelle-en-Pévèle Nommé conseiller départemental en 1943 |
|                   |                                        |                             | |
| 1945-1949         | Maurice Guilleman                      | SFIO                        | Ancien clerc d'avoué, Cappelle-en-Pévèle, ancien conseiller d'arrondissement                                                                           |
| 1949-1967 (décès) | Eugène Van der Meersch                 | RPF puis RS puis UNR        | Militaire, résistant, expert pétrolier, député (1958-1962)                                                                                             |
| 1967-1998         | Robert Vandelanoitte                   | UDR puis RPR puis DVD       | Médecin généraliste Député de 1968 à 1973 Maire de Templeuve de 1977 à 1989                                                                            |
| 1998-2015         | Luc Monnet                             | RPR puis UMP                | Chef d'entreprise, maire de Templeuve depuis 2001 Elu en 2015 dans le Canton de Templeuve                                                              |

### Conseillers d'arrondissement (de 1833 à 1940)
| Période            | Période      | Identité                             | Étiquette       | Qualité |
| ------------------ | ------------ | ------------------------------------ | --------------- | --- |
| 1833               | 1837 (décès) | Louis Alexandre Poutrain (1764-1837) |                 | Juge de paix, propriétaire à Cappelle-en-Pévèle                                                             |
|                    |              |                                      |                 | |
| 1880               | 1898         | Victor Dubreucq                      | Républicain     | Brasseur, maire de Templeuve                                                                                |
| 1898               | 1919         | Louis Demesmay                       | Républicain     | Industriel à Cysoing, conseiller municipal de Templeuve                                                     |
| 1919               | 1928         | Louis Castelain                      | Républicain     | Cultivateur, conseiller municipal de Sainghin-en-Mélantois                                                  |
| 1928               | 1929 (décès) | Léon Pollet (1883-1929)              | Union nationale | Cultivateur, maire de Sainghin-en-Mélantois                                                                 |
| 1er septembre 1929 | 1934         | Victor Desprez-Potié                 | FR              | Brasseur à Templeuve Maire de Cappelle-en-Pévèle                                                            |
| 1934               | 1937         | Maurice Guilleman                    | SFIO            | Principal clerc d'avoué, Cappelle-en-Pévèle                                                                 |
| 1937               | 1940         | René Bertincourt                     | SFIO            | Comptable, clerc de syndic, Genech                                                                          |
| 1940               |              |                                      |                 | Les conseils d'arrondissement ont été suspendus par la loi du 12 octobre 1940 et n'ont jamais été réactivés |

## Démographie
| 1962   | 1968   | 1975   | 1982   | 1990   | 1999   | 2006   | 2011   | 2012   |
| ------ | ------ | ------ | ------ | ------ | ------ | ------ | ------ | ------ |
| 17 232 | 17 895 | 20 113 | 21 606 | 23 400 | 25 947 | 26 677 | 28 431 | 28 858 |